# Бернабе-Ривера
Бернабе-Ривера (исп. Bernabé Rivera) — населённый пункт на севере Уругвая, на территории департамента Артигас.

## География
Расположен в северной части департамента, к югу от ручья Трес-Крусес-Гранде, на расстоянии приблизительно 45 километров (по прямой) к западу-северо-западу (WNW) от города Артигаса, административного центра департамента. Абсолютная высота — 77 метров над уровнем моря.

## История
Основан в 1830 году и первоначально назывался Альенде. Позднее был переименован в Якаре. Своё современное название Бернабе-Ривера получил в 1924 году в честь Бернабе Риверы племянника Хосе Фруктуосо Ривера-и-Тоскана (первого президента Уругвая).
11 января 1956 было присвоен статус сельского населённого пункта (Pueblo).

## Население
По данным переписи 2011 года, численность населения составляла 380 человек (193 мужчины и 187 женщин). Имелось 173 дома. Динамика численности населения посёлка по годам:
| Год  | Население |
| ---- | --------- |
| 1963 | 688       |
| 1975 | 540       |
| 1985 | 461       |
| 1996 | 421       |
| 2004 | 524       |
| 2011 | 380       |